# Emu
 For alternative betydninger, se Emu (flertydig). (Se også artikler, som begynder med Emu)
Emuen (latin: Dromaius novaehollandiae) er en stor australsk fugl, der ikke kan flyve. Fuglen har en højde på cirka 150–190 centimeter og en vægt på 30–55 kilogram. Den menes at være nærmest beslægtet med kasuarerne. Emuen er den eneste nulevende art i familien Dromaiidae, der ofte er blevet placeret blandt strudsefuglene, men nu er foreslået at tilhøre ordenen Casuariiformes.
Emuen er udbredt over det meste af Australien. Der har været bekæmpelse af bestanden i den såkaldte Emu-krigen. Bestanden menes at ligge på omkring 800.000 individer. Den kan løbe op til 50 km/t og kan blive op til 30 år gammel.[kilde mangler]

## Føde
Emuen æder frisk græs, græsfrø, rødder, insekter og frugter. Den kan normalt klare sig igennem længere tid uden vand.[kilde mangler]

## Uddøde emuer
I dag findes kun en enkelt art, emuen, men før europæerne kom til Australien fandtes to andre arter:
- Kangaroo-emu, D. baudinianus (uddød omkring 1827)[2]
- Sort emu, D. ater (uddød omkring 1805)[3]